# Challenger de Roma 2022
El torneo Garden Open 2022 fue un torneo de tenis perteneció al ATP Challenger Tour 2022 en la categoría Challenger 80. Se trató de la 14.ª edición, el torneo tuvo lugar en la ciudad de Roma (Italia), desde el 25 de abril hasta el 1 de mayo de 2022 sobre pista de tierra batida al aire libre.

## Jugadores participantes del cuadro de individuales
| Favorito | País                    | Jugador               | Rank1 | Posición en el torneo |
| -------- | ----------------------- | --------------------- | ----- | --------------------- |
| 1        | Bandera de Francia      | Quentin Halys         | 102   | Semifinales           |
| 2        | Bandera del Reino Unido | Jack Draper           | 124   | Segunda ronda         |
| 3        | Bandera de Italia       | Flavio Cobolli        | 143   | Semifinales           |
| 4        | Bandera de Australia    | Christopher O'Connell | 147   | Baja                  |
| 5        | Bandera de Serbia       | Nikola Milojević      | 149   | Primera ronda         |
| 6        | Bandera de Francia      | Manuel Guinard        | 152   | Primera ronda         |
| 7        | Bandera de Francia      | Hugo Grenier          | 156   | Segunda ronda         |
| 8        | Bandera de Francia      | Gilles Simon          | 159   | Primera ronda         |

- 1 Se ha tomado en cuenta el ranking del 18 de abril de 2022.

### Otros participantes
Los siguientes jugadores recibieron una invitación (wild card), por lo tanto ingresan directamente al cuadro principal (WC):
- Matteo Arnaldi
- Stefano Napolitano
- Giulio Zeppieri

Los siguientes jugadores ingresan al cuadro principal tras disputar el cuadro clasificatorio (Q):
- Kenny de Schepper
- Jonathan Eysseric
- Michael Geerts
- Ergi Kırkın
- Luca Van Assche
- Denis Yevseyev

## Campeones

### Individual Masculino
- Franco Agamenone  derrotó en la final a  Gian Marco Moroni, 6–1, 6–4

### Dobles Masculino
- Jesper de Jong /  Bart Stevens derrotaron en la final a  Sadio Doumbia /  Fabien Reboul, 3–6, 7–5, [10–8]